# Stypocaulaceae
Famille
Les Stypocaulaceae sont une famille d’algues brunes de l’ordre des Sphacelariales. 

## Étymologie
Le nom vient du genre Stypocaulon, composé du préfixe "styp-", tronc, et du suffixe "-caul", tige.

## Liste des genres
Selon AlgaeBase (22 août 2017) et World Register of Marine Species (22 août 2017) :
- Halopteris Kützing, 1843
- Phloiocaulon Geyler, 1866
- Protohalopteris Draisma, Prud'homme & H.Kawai, 2010
- Ptilopogon Reinke, 1890

Selon ITIS (22 août 2017) :
- Halopteris Kütz.